# La Chapelle-Saint-Aubert
La Chapelle-Saint-Aubert (en bretó Chapel-Sant-Alverzh) és un municipi francès, situat a la regió de Bretanya, al departament d'Ille i Vilaine. L'any 2006 tenia 399 habitants. Limita amb els municipis de Saint-Sauveur-des-Landes, Romagné, Billé, Vendel, Saint-Jean-sur-Couesnon i Saint-Marc-sur-Couesnon.

## Demografia
| 1962                                       | 1968 | 1975 | 1982 | 1990 | 1999 |
| ------------------------------------------ | ---- | ---- | ---- | ---- | ---- |
| 379                                        | 399  | 352  | 377  | 387  | 359  |
| Des de 1962: població sense dobles comptes |      |      |      |      |      |

## Administració
| Període   | Identitat         | Partit |
| --------- | ----------------- | ------ |
| 2001-     | Raymond Dandin    |        |
| 2005-2008 | Dominique Jourdan |        |
| 2008-     | Christian Galle   |        |